# Ada Lovelace
Augusta Ada King, condesa de Lovelace (Londres, 10 de diciembre de 1815-íd., 27 de noviembre de 1852), registrada al nacer como Augusta Ada Byron y conocida habitualmente como Ada Lovelace, fue una matemática y escritora británica, célebre sobre todo por su trabajo acerca de la computadora mecánica de uso general de Charles Babbage, la denominada máquina analítica. Fue la primera en reconocer que la máquina tenía aplicaciones más allá del cálculo puro y en haber publicado lo que se reconoce hoy como el primer algoritmo destinado a ser procesado por una máquina, por lo que se le considera como la primera programadora de ordenadores, aunque no existen pruebas documentales de tales afirmaciones (véase la sección Polémica sobre sus contribuciones).
Lovelace fue la única hija legítima del poeta Lord Byron y Anna Isabella Noel Byron. Byron se separó de su esposa un mes después del nacimiento de Ada y dejó Inglaterra para siempre cuatro meses después. Conmemoró la despedida en un poema que comienza: «¿Es tu rostro como el de tu madre, mi bella hija? ¡ADA! Hija única de mi casa y mi corazón». Murió en la Guerra de independencia de Grecia cuando Ada tenía ocho años.
Dedujo y previó la capacidad de los ordenadores para ir más allá de los simples cálculos de números, mientras que otros, incluido el propio Babbage, se centraron únicamente en estas capacidades.
Su posición social y su educación la llevaron a conocer a científicos importantes como Andrew Crosse, sir David Brewster, Charles Wheatstone, Michael Faraday y al novelista Charles Dickens, relaciones que aprovechó para llegar más lejos en su educación. Entre estas relaciones se encuentra Mary Somerville, que fue su tutora durante un tiempo, además de amiga y estímulo intelectual. Ada Byron se refería a sí misma como una científica poetisa y como analista (y metafísica).
A una edad temprana, su talento matemático la condujo a una relación de amistad prolongada con el matemático inglés Charles Babbage, y concretamente con la obra de Babbage sobre la máquina analítica. Entre 1842 y 1843, tradujo un artículo del ingeniero militar italiano Luigi Menabrea sobre la máquina, que complementó con un amplio conjunto de notas propias, denominado simplemente Notas. Estas notas contienen lo que se considera como el primer programa de ordenador, esto es, un algoritmo codificado para que una máquina lo procese. Las notas de Lovelace son importantes en la historia de la computación. Otros historiadores rechazan esta perspectiva y señalan que las notas personales de Babbage de los años 1836/1837 contienen los primeros programas para el motor. También desarrolló una visión de la capacidad de las computadoras para ir más allá del mero cálculo o el cálculo de números, mientras que muchos otros, incluido el propio Babbage, se centraron solo en esas capacidades. Su mentalidad de 'ciencia poética' la llevó a hacer preguntas sobre el motor analítico (como se muestra en sus notas) examinando cómo los individuos y la sociedad se relacionan con la tecnología como una herramienta de colaboración.

## Biografía

### Infancia

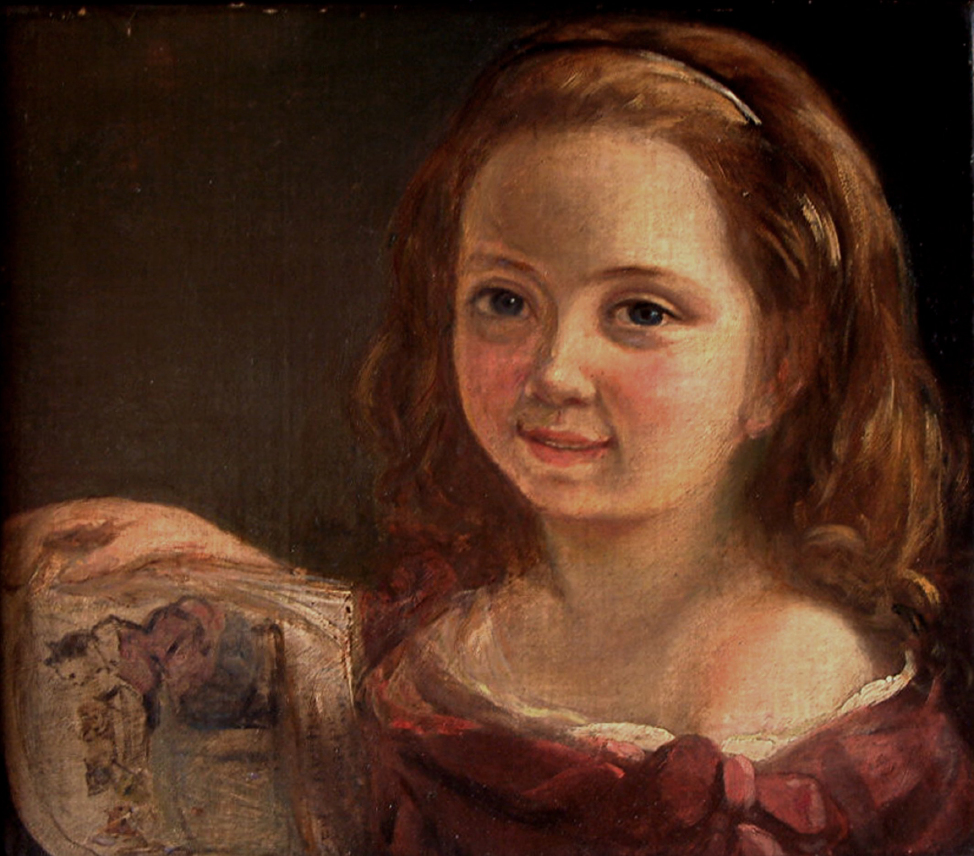
Ada Lovelace de niña. Retrato de Alfred d'Orsay en 1822, se mantuvo en la universidad de Somerville en Oxford.

Ada Lovelace fue la única hija legítima de Anna Isabella y del poeta lord Byron, quien esperaba que su hijo fuera un niño y se sintió decepcionado cuando su esposa dio a luz a una niña. Nació el domingo 10 de diciembre de 1815. La niña lleva el nombre de la media hermana de Byron, Augusta Leigh, y fue llamada Ada por el propio Byron. El 16 de enero de 1816, por orden de lord Byron, lady Byron se fue a la casa de sus padres en Kirkby Mallory (Leicestershire) llevando a su hija de cinco semanas con ella. Aunque la ley inglesa en ese momento otorgaba la custodia total de los hijos al padre en casos de separación, lord Byron no intentó reclamar sus derechos parentales, pero solicitó que su hermana lo mantuviera informado sobre el bienestar de Ada. En abril de 1816 su padre abandonó Inglaterra huyendo de sus acreedores y del escándalo que se cernía sobre él por los rumores de incesto. Meses más tarde, Annabella presentó una demanda de separación. Durante los ocho años que lord Byron estuvo fuera de su país hasta su muerte escribía con frecuencia a Augusta y preguntaba por la hija de ambos. A Lovelace no se le mostró el retrato familiar de su padre hasta que cumplió 20 años.
Lovelace no tuvo una relación cercana con su madre. A menudo la dejaban al cuidado de su abuela materna Judith, Hon. Lady Milbanke, que la adoraba. Sin embargo, debido a las actitudes sociales de la época, que favorecían al marido en cualquier separación, con el bienestar de cualquier niño que actuara como mitigante, lady Byron tuvo que presentarse como una madre amorosa para el resto de la sociedad. Esto incluía escribir cartas de ansiedad a lady Milbanke sobre el bienestar de su hija, con una nota de presentación que decía que debía retener las cartas en caso de que tuviera que usarlas para mostrar preocupación materna.
Desde niña Ada despertó el interés de una sociedad en la que se vivían continuos escándalos. Su madre puso mucho empeño en protegerla, pero solo lo consiguió hasta cierto punto.
Lady Byron quería darle una educación esmerada a su hija, muy parecida a la que ella misma había recibido, pero más exigente. Ada no se podía relacionar con otros niños sin la previa aprobación de su madre, por lo que la mayor parte de su infancia la pasó sola o con adultos. Su educación empezó cuando era muy pequeña; a los cuatro años ya tenía preceptores e institutrices. A los ocho años (en 1824) la jornada normal de Ada comenzaba con clase de música a las 10:00 de la mañana, a las 11:15 tocaba lectura de francés, a las 11:30 clase de aritmética, a las 13:30 hacía deberes, a las 15:15 música otra vez y a las 16:30 finalizaba con ejercicios de francés. Lady Byron le impuso una disciplina estricta basada en un sistema de recompensas y castigos, y también buscando el estímulo intelectual con lecturas y relaciones con intelectuales. Puso mucho empeño en que su hija aprendiera matemáticas, disciplina que ella misma practicaba. En este contexto, Ada conoce a la matemática y científica escocesa Mary Somerville, que durante un tiempo fue su tutora. Somerville, en tanto que mujer científica, se convierte en un importante estímulo y gran influencia en su vida. Ambas, alumna y tutora, comparten aficiones científicas estableciéndose entre ellas una gran complicidad.
A medida que Ada se iba haciendo mayor, su madre pasaba temporadas fuera de casa, en balnearios o en el campo.
Tuvo mala salud, sufrió muchas de las infecciones infantiles y le dolía la cabeza frecuentemente. A los siete años contrajo una enfermedad grave, que la mantuvo postrada durante meses. A los catorce mantuvo reposo durante más de un año debido al sarampión, lo cual hizo que dedicara largas horas al estudio y a la lectura.
Cuando Ada tenía 8 años se conoció la muerte de su padre en Grecia, en abril de 1824. Lady Byron se interesó por estrechar lazos con su familia política. El nuevo y sexto lord Byron mantuvo una buena relación con Annabella; este tenía un hijo pequeño un año menor que Ada. Annabella indujo a Ada a escribir una carta a su primo con la esperanza de unir de nuevo a la familia.

### Adolescencia
En junio de 1826, Ada, que entonces tenía diez años, viajó por primera vez fuera de Inglaterra. Partió con todo un grupo (en el que se incluía su madre) y el viaje duró 15 meses, durante los cuales Ada disfrutó de todo lo nuevo que veían sus ojos, de todo lo que escuchaba, descubría, etc. En el otoño de 1827 acabó su viaje y se instalaron directamente en Bifrons, una mansión de campo muy alejada de la ciudad. En ese palacio no ocurría nada del interés de Ada; además su madre estaba frecuentemente fuera de casa, así que la niña se dedicaba a estudiar y a dejar volar su imaginación. Ese mismo año, Ada empezó su formación en matemáticas. A los once años estaba obsesionada con la idea de volar; estaba decidida a inventar una máquina que le permitiera moverse por el aire. Su primer paso, en febrero de 1828, fue construir alas. Investigó diferentes materiales y tamaños. Consideró varios materiales para las alas: papel, seda de aceite, alambres y plumas. Pasó años estudiando la anatomía de las aves para determinar la proporción correcta entre las alas y el cuerpo, y creando bocetos de su soñado proyecto. Decidió escribir un libro, Flyology, ilustrando, con placas, algunos de sus hallazgos. Decidió qué equipo necesitaría; por ejemplo, una brújula, para «atravesar el país por el camino más directo», para que pueda superar montañas, ríos y valles. Su último paso fue integrar steam con el «arte de volar»".
A principios de 1829 contrajo una enfermedad grave, posiblemente sarampión, que le causó parálisis en las piernas y la obligó a guardar cama hasta mediados de 1832. Ese periodo la marcó profundamente, pero siguió estudiando. El año de su recuperación se mudó con su madre a Fordhook Manor, una mansión situada en Ealing, una aldea a 12 km del centro de Londres, muy popular entre la aristocracia londinense. Durante este tiempo Ada vivió su primer romance; se enamoró de un joven, hijo de John Hamble, que la ayudaba con los estudios dos horas al día. Vivieron su historia de amor en secreto durante algún tiempo, pero, cuando lady Byron se enteró, prohibió al joven entrar en su casa y relacionarse con su hija.

### Edad adulta

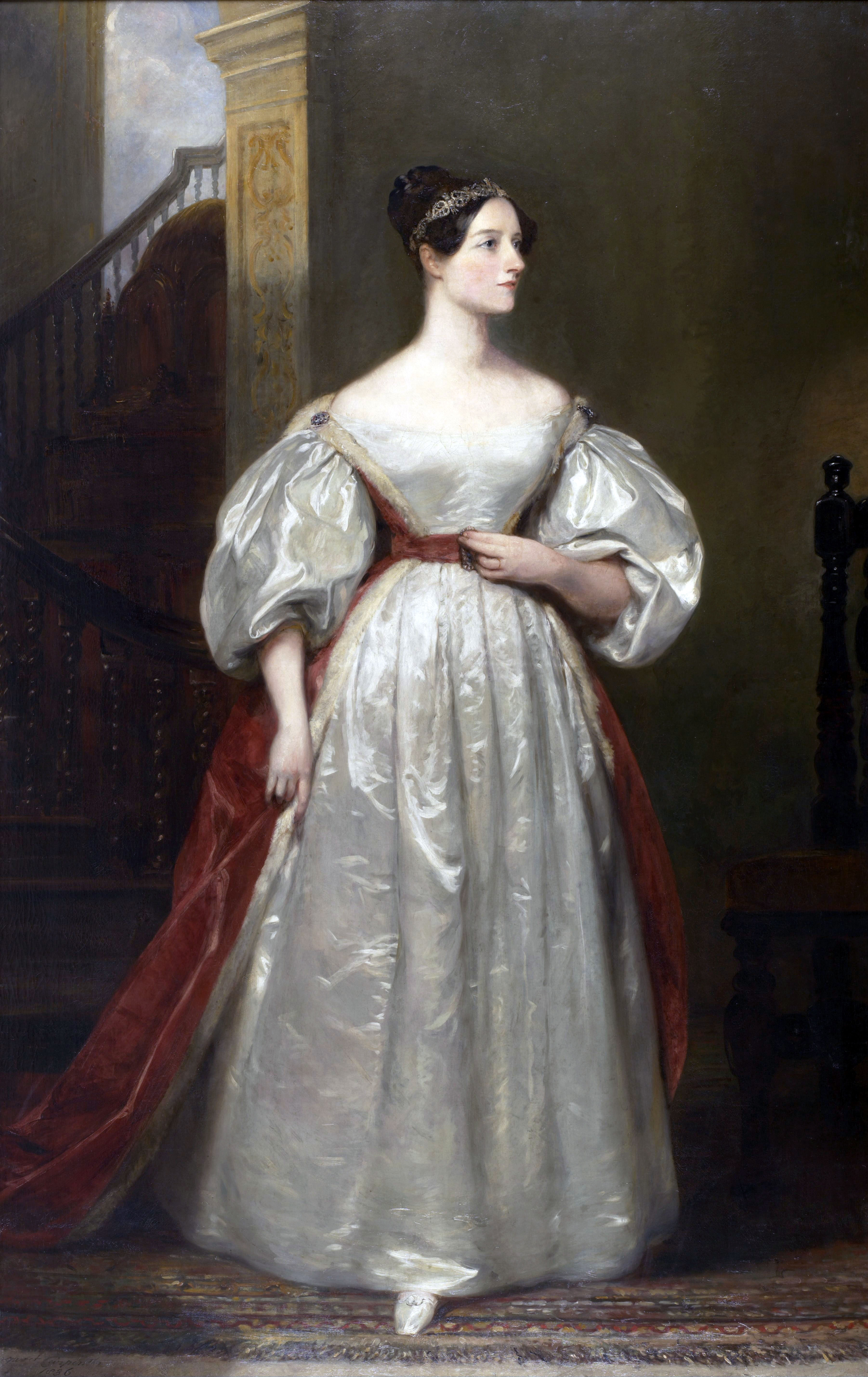
Ada Lovelace alrededor de 1836.

El año que cumplía dieciocho años, Ada empezó a asistir a las fiestas de la alta sociedad londinense. En uno de sus primeros eventos conoció a Charles Babbage, la única persona que compartiría su fascinación por las cuestiones de mecánica. Babbage tenía cuarenta y cuatro años en ese momento y era conocido, entre otras cosas, por el proyecto que tenía entre manos: una calculadora mecánica que funcionaba sin la ayuda de un humano, llamada la máquina diferencial.
En esos tiempos en Inglaterra se hizo famoso un avanzado artilugio, el telar de seda de Joseph Marie Jacquard, con el que ella estaba totalmente fascinada. Le maravillaba la posibilidad de idear y construir máquinas, como la de Jacquard, que permitieran al ser humano controlar procesos que anteriormente eran incontrolables o lo eran de una forma errática.
Ada y Babbage se hicieron amigos. Su relación la estimuló intelectualmente; le ayudó a avanzar en sus especulaciones sobre el cálculo hasta concebir una brillante idea: construir un telar de Jacquard aplicado a los números, o en otras palabras: una computadora.
La máquina diferencial de Babbage tenía todos los elementos que entusiasmaban a Ada, y principalmente demostraba que un día las máquinas harían posible volar. La amistad entre el científico y la joven duró toda su vida; se escribieron cartas hasta la muerte de ella.
En 1834 Ada se relacionaba mucho con William King, al que lady Byron había encargado guiar a su hija moralmente; también se encargó de enseñarle matemáticas. Fue durante esas clases cuando Ada se dio cuenta de que su pasión eran las matemáticas. Ya había encontrado la disciplina a la que aplicar su extraordinaria inteligencia. El verano de ese año, Ada y su madre recorrieron el norte de Inglaterra, la zona industrial más importante, visitando muchas fábricas, donde pudieron ver el telar de Jacquard en funcionamiento. Durante esa época, madre e hija se relacionaban mucho con Mary Somerville, la matemática más famosa de su país. Otros conocidos incluyeron a los científicos Andrew Crosse, Sir David Brewster , Charles Wheatstone, Michael Faraday y el autor Charles Dickens.
Ada ya era una habitual de la Corte victoriana y empezaba a asistir a diversos eventos en los que con frecuencia participaba en los bailes y encandilaba a muchos de sus asistentes, los cuales la describían como un ser encantador. Sin embargo, John Hobhouse, que había sido amigo de su padre, fue una excepción y la describió como «una joven estirada y demacrada pero con algún rasgo de su amigo, especialmente su boca». La descripción fue hecha después de su encuentro el 24 de febrero de 1834, en el que Ada dejó claro a Hobhouse que él no le gustaba, pero esta primera impresión no duró mucho tiempo y posteriormente se hicieron amigos.
En la primavera de 1835 Ada conoció a William, lord King. El aristócrata era de una familia muy influyente desde el punto de vista político, social, intelectual y religioso. Poseía varias propiedades importantes y el título de lord tenía más de un siglo de antigüedad, así que lady Byron aprobó su relación. El 8 de julio de 1835 se casaron, convirtiéndose ella en lady King. Su residencia pasó a ser una gran propiedad en Ockham Park (Ockham, Surrey), junto con otra en el Fiordo de Torridon y una más en Londres. Pasó su luna de miel en la Mansión Worthy, situada en Asley Combe (Somerset), la cual había sido construida en 1799 como un refugio de caza y que el propio King amplió con motivo de su luna de miel. Posteriormente la casa se convertiría en su retiro de verano tras volver a ser ampliada.
El matrimonio tuvo tres hijos: Byron, el heredero, nacido el 12 de mayo de 1836; Anne Isabella (llamada Annabella, posteriormente lady Anne Blunt), nacida el 22 de septiembre de 1837; y Ralph Gordon, nacido el 2 de julio de 1839.
Inmediatamente después del nacimiento de Annabella, lady King experimentó «una dolorosa y prolongada enfermedad que tardó meses en curarse». Entre 1843 y 1844 su madre le encargó a William Benjamin Carpenter la tarea de educar a los hijos de Ada y de actuar como un «instructor moral» para su propia hija.
En 1837, William King pasó de barón a vizconde de Ockham y tomó otro título, el de conde de Lovelace. A partir de ese momento, Ada siempre firmaría como Ada Lovelace.
En sus primeros años de matrimonio Ada fue muy feliz, pero la falta de ambición de su marido acabó cansándola, por lo que se refugió de nuevo en las matemáticas. Decidió que necesitaba buscar un buen mentor que la guiara en su trabajo intelectual y en el verano de 1840 su madre le encontró uno: el famoso matemático y lógico Augustus de Morgan. Con su ayuda, Ada progresó rápidamente, pero De Morgan tuvo un problema como profesor. Informó a lady Byron de que su hija no se contentaba con aprender las lecciones como cualquier dama; sus preguntas iban mucho más allá de lo que trataban en las clases y él no quería fomentar esa actitud. De Morgan creía (como casi toda la sociedad en esos tiempos) que las mujeres no estaban hechas para estudiar los fundamentos de las matemáticas ni de otras ciencias. Las preguntas de Ada, según él, eran impropias de una mujer. En definitiva, le inquietaba que su alumna pensase como un hombre. Pero lady Byron y lord Lovelace hicieron caso omiso de la advertencia del profesor y ella continuó con sus estudios.
Durante este tiempo en el que se vio obligada a compaginar su faceta de esposa y madre, el intercambio epistolar con su antigua tutora y amiga, Mary Somerville, representan un gran desahogo para Ada. En esta correspondencia Lovelace hace partícipe a su amiga de su frustración después de la maternidad y de las dificultades para continuar con sus estudios.
En 1841 la madre de Ada les contó a su hija y a Medora Leigh que el padre de ambas era el propio lord Byron, y el 27 de febrero Ada le escribió a su madre: «no estoy ni siquiera sorprendida. De hecho, simplemente me ha confirmado aquello de lo que, por años, no tuve la más mínima duda, pero hubiera considerado impropio por mi parte el haberle insinuado de alguna manera lo que sospechaba». Ada no culpó a su padre por la incestuosa relación sino a Augusta Leigh: «me temo que ella es inherentemente más malvada de lo que él fue nunca». Esto no evitó que la madre de Ada intentara destruir la imagen que esta tenía de su padre, sino que la llevó a hacerlo con mayor intensidad. A pesar de lo que cambió su vida después de casarse, Ada y Babbage mantuvieron su amistad; él los visitaba a ella y a su marido con frecuencia. En el otoño de 1840, Babbage volvió de su estancia en Italia preocupado por su proyecto; cada vez le parecía más difícil llegar a construir el prototipo totalmente operativo de la máquina analítica (o diferencial). No tenía suficientes recursos para financiarla, pero era optimista porque un reconocido científico italiano iba a escribir un artículo sobre su proyecto.

### Educación
A lo largo de sus enfermedades, continuó su educación. La obsesión de su madre de desarraigar cualquiera de las locuras de las que acusó a Byron fue una de las razones por las que Ada aprendió matemáticas desde temprana edad. William Frend, William King y Mary Somerville, la destacada investigadora y autora del siglo XIX, la educaron en matemáticas y ciencias. Uno de sus tutores posteriores fue el matemático y lógico Augustus De Morgan. A partir de 1832, cuando tenía diecisiete años, sus habilidades matemáticas comenzaron a surgir, y su interés por las matemáticas dominó la mayor parte de su vida adulta. En una carta a lady Byron, De Morgan sugirió que la habilidad de su hija en matemáticas podría llevarla a convertirse en «una investigadora matemática, quizás de eminencia de primer nivel».
Lovelace a menudo cuestionaba suposiciones básicas integrando poesía y ciencia. Mientras estudiaba cálculo diferencial, le escribió a De Morgan:
Puedo señalar que las curiosas transformaciones que pueden sufrir muchas fórmulas, la identidad insospechada para un principiante aparentemente imposible de formas extremadamente diferentes a primera vista, creo que es una de las principales dificultades en la primera parte de los estudios matemáticos. A menudo me acuerdo de ciertos duendes y hadas de los que uno lee, que ahora están en los codos en una forma, y el siguiente minuto en una forma muy diferente.
Lovelace creía que la intuición y la imaginación eran críticas para la aplicación efectiva de conceptos matemáticos y científicos. Valoraba la metafísica tanto como las matemáticas, y las veía como herramientas para explorar «los mundos invisibles que nos rodean».

## Obra
En 1841, Ada escribe a Babbage una carta dejando claro que está interesada en colaborar con él. A Babbage le pareció bien la idea, así ella empezó traduciendo el artículo del científico italiano, Luigi Federico Menabrea. Con la traducción del texto ella tenía dos objetivos: dar a conocer el valioso trabajo de su amigo y cumplir su sueño de alcanzar una vida intelectual que la elevase por encima de las exigencias de la maternidad y el matrimonio.[cita requerida]
Finalmente llamó a su trabajo Notas, que consistía en su propio estudio sobre la máquina analítica, y como anexo, la traducción del artículo del italiano. Babbage la asesoró, pero Ada fue enteramente la autora de ese trabajo.
Ada dedica gran parte de su estudio a describir con un lenguaje muy técnico cómo funcionaría la máquina analítica, pero también ofrece una serie de observaciones que dejan clara su aportación teórica. Ella distinguía con claridad entre datos y procesamiento; este pensamiento era revolucionario en su tiempo. Ada aspiraba a crear la informática, que ella llamaba la ciencia de las operaciones. Se dio cuenta de las aplicaciones prácticas de la máquina analítica y llegó incluso a vislumbrar la posibilidad de digitalizar la música. Escribió en las Notas: «Supongamos, por ejemplo, que las relaciones fundamentales entre los sonidos, en el arte de la armonía, fueran susceptibles de tales expresiones y adaptaciones: la máquina podría componer piezas musicales todo lo largas y complejas que se quisiera». Ada tenía una idea clara: la máquina analítica y el telar de Jacquard vienen a hacer lo mismo. Una frase clave donde se expresa esto es: «Puede decirse que la primera teje dibujos algebraicos, del mismo modo que el telar de Jacquard teje flores y hojas». Ada expresa con claridad las tres funciones que podía cumplir el invento de Babbage: procesar fórmulas matemáticas expresadas con símbolos, hacer cálculos numéricos (su objetivo primordial) y dar resultados algebraicos en notación literal.
Babbage y Ada concebían la máquina analítica de manera muy distinta. Al primero no le interesaban demasiado sus consecuencias prácticas. A Ada, por el contrario, le obsesionaban las aplicaciones del invento. Ella fue la primera en intuir lo que el invento de Babbage significaba para el progreso tecnológico. Entendió que la tecnología utilizada en el telar de Jacquard y en la máquina analítica podía aplicarse a todo proceso que implicara tratar datos: de este modo abría camino a una nueva ciencia, la de la computación de la información.

### Contribución a la Informática

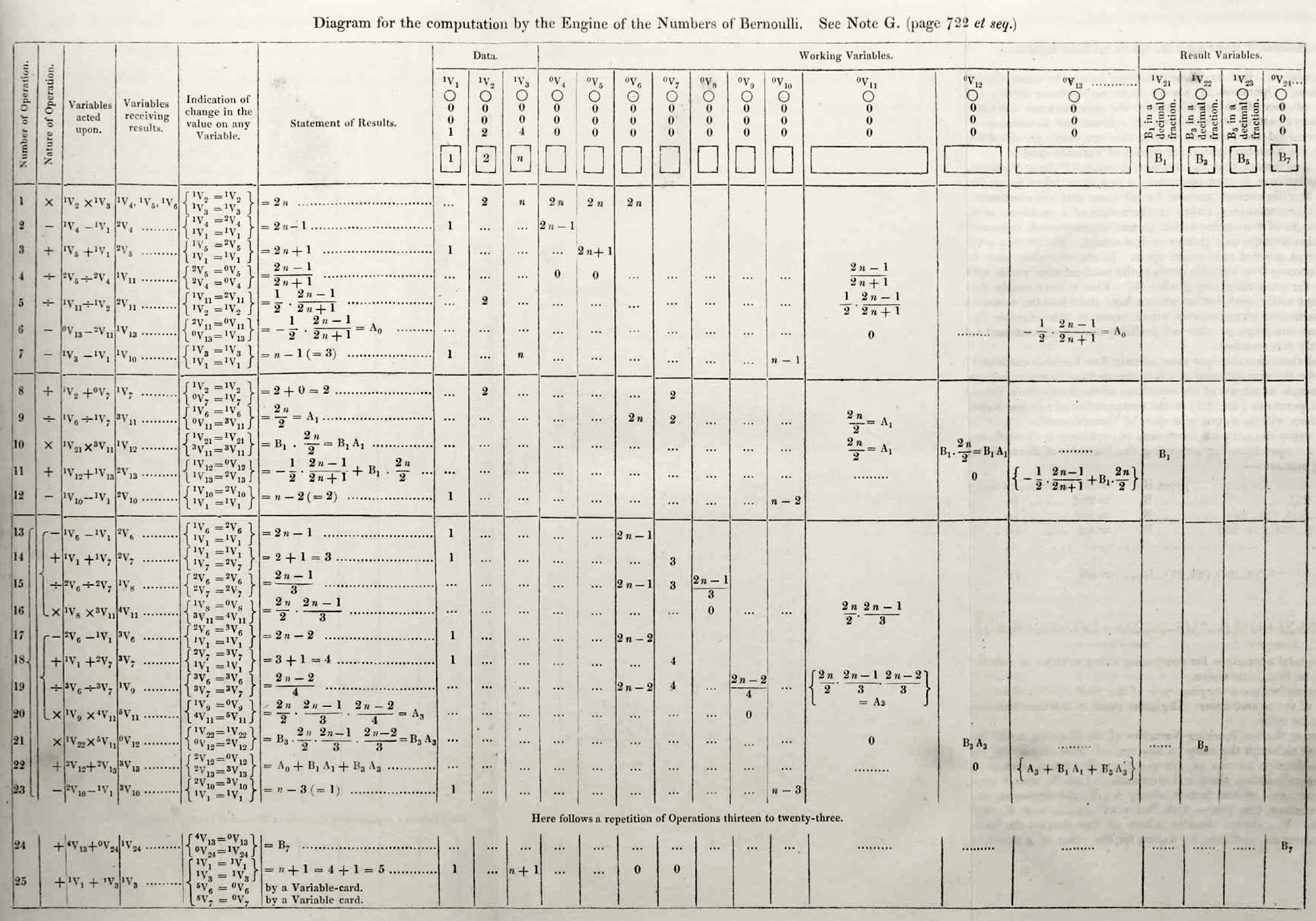
Diagrama para el cálculo de los números de Bernoulli

En 1840 Charles Babbage viajó a Italia para explicar el concepto de la Máquina Analítica en la Universidad de Turín. Entre la audiencia se encontraba el ingeniero militar y matemático Luigi Menabrea, quien publicará más tarde las notas de la conferencia, en francés. A Ada se le pidió que hiciera la traducción de lo escrito por Menabrea al inglés, y al hacerlo, añadió un apéndice más extenso que fue un artículo en sí mismo, consistiendo en siete notas etiquetadas alfabéticamente de la A a la G. Las notas de Ada se publicaron en la revista Scientific Memoir en septiembre de 1843, con el título de «Sketch of the analytical engine invented by Charles Babbage», que firmó con sus iniciales A. A. L.
En estas notas, Ada escribió: 

Terminamos estas notas siguiendo en detalle los pasos a través de los cuales la máquina podría computar los Números de Bernoulli, siendo este (en la forma en que lo deduciremos) un ejemplo bastante complicado de su poder.
Ada Lovelace.

Este algoritmo para calcular los números de Bernoulli, una serie de fracciones con diferentes aplicaciones en matemáticas, se ha considerado por muchos como el primer programa/algoritmo de la historia. Consecuentemente, muchos perfiles de la figura de Ada Lovelace lo celebran como la primera persona programadora de la historia. Sin embargo, se ha mantenido durante años la controversia sobre el grado de participación de Babbage en la confección de las notas de Lovelace. Es una controversia complicada debido al hecho de que se ha tomado, en los últimos años, la contribución de Ada como "una cuestión de género" y a la atención creciente de la promoción de las mujeres en Ciencia, Tecnología, Ingeniería y Matemáticas (STEM).
Actualmente está probado que fue Babbage la primera persona que hizo lo que se entiende como un programa, ya que escribió algoritmos parecidos entre 6 y 7 años antes de la publicación del artículo de Lovelace en 1843. Existen 24 de tales 'programas' y tienen características idénticas a los de la nota G de Lovelace. La idea general de que ella escribió el primer programa de ordenador de la Historia es sólo un mito tratándose en realidad de un trabajo en equipo con Babbage.
En cambio, la aportación de Ada a la Informática fue incluso aún más importante: con una visión más amplia que la de Babbage, dedujo y previó la capacidad de las máquinas para ir más allá de los simples cálculos de números. Ada vio las aplicaciones prácticas de la máquina, y creyó acertadamente que en el futuro podría incluso componer música y hacer gráficos: 

Supongamos, por ejemplo, que las relaciones fundamentales entre los sonidos, en el arte de la armonía, fueran susceptibles de tales expresiones y adaptaciones: la máquina podría componer piezas musicales todo lo largas y complejas que se quisiera.
Ada Lovelace.

 Fue la primera persona en darse cuenta de que los números almacenados dentro de la Máquina Analítica podían representar otras cosas más allá de la magnitud de dichos números, es decir, el carácter simbólico de la representación numérica interna de la máquina. También aportó una primera idea de lo que sería el software: 

La Máquina Analítica no tiene pretensiones de crear nada. Puede hacer cualquier cosa que sepamos ordenarle que realice.
Ada Lovelace.

 (Las palabras en cursiva son de la propia Ada).
Actualmente se podría decir que Ada Lovelace fue la primera ingeniera del software, algo más importante que ser programadora, pues ella estudió, desarrolló y creó la documentación sobre un determinado sistema de procesamiento automático.
Desde un punto de vista moderno, como se entiende lo que significa ser un programador (el que usa un lenguaje intermedio para comunicarle a un ordenador que interprete y ejecute una serie de órdenes), el primero fue Alan Turing, al desarrollar su Máquina de Turing. Además, existen grandes diferencias entre el desarrollo de Babbage/Lovelace con el de Turing: mientras que la Máquina Analítica era una máquina de propósito específico (el motor diferencial), la de Turing era programable de uso general.
Babbage y Ada desarrollaron la gran idea de separar operaciones y datos de la maquinaria, y que las operaciones se pudieran codificar en tarjetas que dirigieran el comportamiento de la maquinaria. Pero no fueron más allá. La propuesta de Turing es la de una máquina universal (es decir, una máquina que garantice la ejecución de cualquier función que pueda ser descrita en términos de la propia máquina), y una representación uniforme de los datos y de las operaciones, almacenados ambos en la propia máquina.

### Más allá de los números
En sus notas, Lovelace enfatizó la diferencia entre el motor analítico y las máquinas de cálculo previas, en particular su capacidad de ser programado para resolver problemas de cualquier complejidad. Se dio cuenta de que el potencial del dispositivo se extendía mucho más allá del mero procesamiento numérico intensivo (number crunching). En sus notas, ella escribió:

[La máquina analítica] podría actuar sobre otras cosas además del número, se encontraron objetos cuyas relaciones fundamentales mutuas podrían ser expresadas por las de la ciencia abstracta de las operaciones, y que también deberían ser susceptibles de adaptaciones a la acción de la notación operativa y el mecanismo del motor ... Suponiendo, por ejemplo, que las relaciones fundamentales de los sonidos en la ciencia de la armonía y de la composición musical fueran susceptibles de tal expresión y adaptaciones, el motor podría componer piezas de música elaboradas y científicas de cualquier grado de complejidad o medida.

Este análisis fue un desarrollo importante de las ideas previas sobre las capacidades de los dispositivos informáticos y anticipó las implicaciones de la informática moderna cien años antes de que se realizaran. Walter Isaacson atribuye la idea de Lovelace sobre la aplicación de la informática a cualquier proceso basado en símbolos lógicos a una observación sobre textiles: «Cuando vio algunos telares mecánicos que usaban tarjetas perforadas para dirigir el tejido de hermosos diseños, le recordó cómo la máquina de Babbage usaba tarjetas perforadas para hacer cálculos».[cita requerida] Esta visión es considerada importante por escritores como Betty Toole y Benjamin Woolley, así como por el programador John Graham-Cumming, cuyo proyecto Plan 28 tiene el objetivo de construir la primera máquina analítica completa. De acuerdo con el historiador de informática y especialista en Babbage Doron Swade:

Ada vio algo que Babbage en cierto sentido no pudo ver. En el mundo de Babbage, sus máquinas estaban limitadas por el número ... Lo que vio Lovelace -lo que vio Ada Byron- fue que ese número podría representar entidades distintas además de una cantidad. Entonces, una vez que tenías una máquina para manipular números, si esos números representaban otras cosas, letras, notas musicales, entonces la máquina podía manipular símbolos de los qué el número era un ejemplo, según las reglas. Ésta es la transición fundamental de una máquina que es un procesador de números a una máquina para manipular símbolos de acuerdo con las reglas. Es la transición fundamental del cálculo al cómputo -computación de propósito general- y mirando hacia atrás desde la superioridad actual de la informática moderna. Si estamos buscando y examinando la historia para esa transición, entonces esa transición fue hecha explícitamente por Ada en ese documento de 1843.

### Polémica sobre sus contribuciones
Aunque a Lovelace se la conoce como la primera programadora informática, algunos biógrafos e historiadores de la informática afirman lo contrario.
Allan G. Bromley, en el artículo de 1990 Difference and Analytical Engines:

Todos menos uno de los programas citados en sus notas habían sido preparados por Babbage entre tres y siete años antes. La excepción fue preparada por Babbage para ella, aunque detectó un «error» en ella. No solo no hay evidencia de que Ada alguna vez haya preparado un programa para el motor analítico, sino que su correspondencia con Babbage muestra que no tenía el conocimiento para hacerlo.

Bruce Collier, quien más tarde escribió una biografía de Babbage, escribió en su tesis de doctorado de la Universidad de Harvard de 1970 que Lovelace «hizo una contribución considerable para publicitar la máquina analítica, pero no hay evidencia de que haya avanzado en el diseño o la teoría de ninguna manera».
Eugene Eric Kim y Betty Alexandra Toole consideran «incorrecto» considerar a Lovelace como el primer programador de computadoras, ya que Babbage escribió los programas iniciales para su motor analítico, aunque la mayoría nunca se publicó. Bromley observa varias docenas de programas de muestra preparados por Babbage entre 1837 y 1840, todos sustancialmente anteriores a las notas de Lovelace. Dorothy K. Stein considera que las notas de Lovelace son «más un reflejo de la incertidumbre matemática del autor, los propósitos políticos del inventor y, sobre todo, del contexto social y cultural en el que se escribió, que un plan para una investigación científica».
En su libro, Idea Makers, Stephen Wolfram defiende las contribuciones de Lovelace. Aunque reconoce que Babbage escribió varios algoritmos inéditos para Analytical Engine antes de las notas de Lovelace, Wolfram argumenta que «no hay nada tan sofisticado —o tan limpio— como el cálculo de Ada de los números de Bernoulli. Babbage ciertamente ayudó y comentó el trabajo de Ada, pero ella era definitivamente la conductora de eso». Wolfram luego sugiere que el logro principal de Lovelace fue destilar de la correspondencia de Babbage «una exposición clara de la operación abstracta de la máquina, algo que Babbage nunca hizo».
Doron Swade, un especialista en historia de la informática conocido por su trabajo en Babbage, analizó cuatro afirmaciones sobre Lovelace durante una conferencia sobre el motor analítico de Babbage:
1. Ella fue una genio matemática
2. Ella hizo una contribución influyente al motor analítico
3. Ella fue la primera programadora de computadoras
4. Ella fue una profetisa de la era de la informática

Según él, solo el cuarto reclamo tenía «alguna sustancia en absoluto». Explicó que Ada era solo una «principiante prometedora» en lugar de genio en matemáticas, que comenzó a estudiar conceptos básicos de las matemáticas cinco años después de que Babbage concibió el motor analítico por lo que no pudo haber hecho contribuciones importantes, y que ella solo publicó el primer programa de computadora en vez de realmente escribirlo. Pero está de acuerdo con que Ada fue la única persona que vio el potencial del motor analítico como una máquina capaz de expresar entidades distintas de las cantidades.

## Últimos años
A finales de la década de 1840, Ada se volvió adicta a las carreras de caballos y junto con algunos de sus amigos intentaron crear un modelo matemático que les ayudara a ganar grandes apuestas. El intento fue un absoluto fracaso, generándole a Ada miles de libras de deuda y provocando que uno de los miembros del grupo la chantajeara con informar a su marido, cosa que finalmente se vio forzada a confesarle. En la última época de su vida pasó continuos apuros económicos.
En el verano de 1852, la salud de Ada empeoró mucho, llevaba años padeciendo agotamiento nervioso y debilidad general, pero no fue hasta ese año que aparecieron los primeros síntomas del cáncer de útero. La enfermedad duró varios meses, durante los cuales su madre tomó el control respecto a sus citas médicas y personales. Por influencia de su madre, decidió dejar de ser materialista y adoptó ideas religiosas que la llevaron a arrepentirse de su vida anterior.
Finalmente, falleció a los treinta y seis años el 27 de noviembre de 1852, acompañada de lady Byron y de William.
Fue enterrada, a petición suya, junto a su padre, en la parroquia del pueblo de Hucknall Torkard, en Nottinghamshire, cerca de la abadía de Newstead.

## Legado
Sugirió el uso de tarjetas perforadas como método de entrada de información e instrucciones a la máquina analítica. Además introdujo una notación para escribir programas, principalmente basada en el dominio que Ada tenía sobre el texto de Luigi Menabrea de 1842 (que comentó personalmente completándolo con anotaciones que son más extensas que el texto mismo) sobre el funcionamiento del telar de Jacquard así como de la máquina analítica de Babbage. Es reseñable además su mención sobre la existencia de ceros o estado neutro en las tarjetas perforadas siendo que las tarjetas representaban para la máquina de Babbage números decimales y no binarios (8 perforaciones equivaldrían entonces a 8 unidades).
También introdujo la posibilidad de que la máquina analítica no fuera solo capaz de realizar cálculos matemáticos, sino también de, entre muchas otras cosas, «producir arte» y componer música, literatura... de hecho, afirmaba que el invento sería capaz de realizar cualquier cosa que se le pidiera, siempre y cuando supiéramos cómo ordenárselo.

## Reconocimientos

Una ilustración inspirada en el retrato de A. E. Chalon creado para la Iniciativa Ada, dedicada a la promoción de la tecnología de carácter abierto y las mujeres.

El lenguaje de programación Ada, creado por el Departamento de Defensa de los Estados Unidos, fue nombrado así en homenaje a Ada Lovelace. El manual de referencia del lenguaje fue aprobado el 10 de diciembre de 1980, y al Estándar de Defensa de los Estados Unidos para el lenguaje MIL-STD-1815 se le dio el número del año de su nacimiento.
En 1981, la Asociación de Mujeres en Informática inauguró su Premio Ada Lovelace. Desde 1998, la British Computer Society (BCS) ha otorgado la Medalla Lovelace y en 2008 inició una competencia anual para mujeres estudiantes. BCSWomen patrocina el Coloquio Lovelace, una conferencia anual para mujeres universitarias. Ada College es una universidad de educación superior en Tottenham Hale, Londres, centrada en las habilidades digitales.
Desde 1998, la British Computer Society ha premiado con la Lovelace Medal (medalla Lovelace) en su nombre y en 2008 iniciaron una competición anual para mujeres estudiantes de la informática.
En Reino Unido, el BCSWomen Lovelace Colloquium —conferencia anual para universitarias— también lleva su nombre, Ada Lovelace.
El día de Ada Lovelace (Ada Lovelace Day) es un evento anual celebrado el segundo martes de octubre cuyo objetivo es el de elevar el perfil de las mujeres en la ciencia, tecnología, ingeniería y matemáticas (las áreas STEM). Pretende visibilizar, dar reconocimiento y apoyo a las mujeres que trabajan en alguno de estos ámbitos, así como a sus descubrimientos e invenciones, introducir a las mujeres más jóvenes en el mundo de la ciencia y la tecnología y crear nuevos referentes femeninos. Esta jornada internacional, que se empezó a celebrar en 2009 gracias a Suw Charman-Anderson, cuenta con la organización de conferencias, talleres, concursos... en todo el mundo. El evento más representativo es el Ada Lovelace Day Live!, celebrado en Londres. Los eventos han incluido Wikipedia editatones con el objetivo de mejorar la representación de las mujeres en Wikipedia en términos de artículos y editores para reducir la no intencionada brecha de género en Wikipedia.[cita requerida]
La Iniciativa Ada es una organización sin ánimo de lucro dedicada a incrementar la participación y dedicación de las mujeres en la cultura libre y en los movimientos open source.
El edificio B de la Escuela Politécnica Superior de la UAM, en la que se imparten los grados de Ingeniería Informática y de Ingeniería de Tecnologías y Servicios de Telecomunicación, recibe el nombre de Edificio B - Ada Lovelace. Así mismo, en la Universidad de Zaragoza se encuentra el edificio Ada Byron, en el que se imparten las mismas titulaciones que en el de la UAM.
El centro de computadoras en el pueblo de Porlock, cerca de donde vivía Lovelace, lleva su nombre. Ada Lovelace House es un edificio propiedad del consejo en Kirkby-in-Ashfield, Nottinghamshire, cerca de donde Lovelace pasó su infancia; el edificio, que anteriormente albergaba las oficinas locales del consejo de distrito, ahora ofrece espacio de oficinas de alta calidad para una serie de empresas locales de nueva creación.
También es la inspiración e influencia de la Academia Ada Developers en Seattle, Washington. La academia es una organización sin fines de lucro que busca aumentar la diversidad en tecnología mediante la capacitación de mujeres, personas trans y no binarias para ser ingenieros de software.
En la Universidad de Málaga se encuentra el Edificio de Investigación Ada Byron, inaugurado en 2014 y dedicado a la tecnología informática. El 10 de noviembre de 2009 una de las calles del Parque Tecnológico de Gijón, en Asturias, pasó a llamarse Ada Byron en su honor.
En 2014, la Universidad de Deusto entrega por primera vez un reconocimiento llamado Premio Ada Byron a la Mujer Tecnóloga, en honor a la informática. Este es un galardón que se concede a las mujeres tecnólogas para visibilizar la trayectoria de los personajes femeninos en este ámbito. Las premiadas son mujeres que tienen como referencias a mujeres científicas y tecnólogas, que lleven siglos aportando al mundo tal y como la que da nombre al premio, Ada Byron.
El Premio Ada Byron destaca por valorar el empoderamiento de las mujeres tecnólogas y su efecto positivo en el desarrollo y crecimiento sostenible a nivel mundial. 
En 2017 fue lanzada la criptomoneda ADA de Cardano en su homenaje.  
En 2018, The New York Times publicó un obituario tardío para Ada Lovelace.
El 27 de julio de 2018, el senador Ron Wyden presentó, en el Senado de los Estados Unidos, la designación del 9 de octubre de 2018 como Día Nacional de Ada Lovelace: «Para honrar la vida y las contribuciones de Ada Lovelace como una mujer líder en ciencias y matemáticas». La resolución (S.Res.592) fue considerada y acordada sin enmiendas y con un preámbulo por consentimiento unánime.
En la Universidad del Rosario, en Bogotá, Colombia, se encuentra la sala Lovelace, en su honor, del programa de Matemáticas Aplicadas y Ciencias de la Computación. Se trata de una sala de computación moderna donde se ven cursos de programación, algoritmos, estructuras de datos, entre otros.
En el 197.º aniversario de su nacimiento, Google le dedicó su Google Doodle. El doodle muestra a Lovelace trabajando en una fórmula entre imágenes que muestran la evolución de los ordenadores.
El poeta uruguayo Eduardo Galeano le dedicó el capítulo «Las edades de Ada», en su libro Espejosː una historia casi universal (2009), destacando su papel de pionera al ser la primera programadora de la historia.

A los veintisiete publica un trabajo revolucionario. No firma con su nombre. ¿Una obra científica firmada por una mujer? Esa obra la convierte en la primera programadora de la historia: propone un nuevo sistema para dictar tareas a una máquina que ahorra las peores rutinas a los obreros textiles.
Eduardo Galeano

## Bicentenario
El bicentenario del nacimiento de Ada Lovelace se celebró con una serie de eventos, que incluyen Ada Lovelace Day: Celebrating the achievements of women in science, technology, engineering and maths.
- Ada Lovelace Bicentenary Lectures en computabilidad, Instituto de Estudios Avanzados de Israel, 20 de diciembre de 2015 - 31 de enero de 2016.
- Simposio Ada Lovelace, Universidad de Oxford, 13-14 de octubre de 2015.[48]
- Ada.Ada.Ada, un espectáculo de una mujer sobre la vida y el trabajo de Ada Lovelace (usando un vestido LED), se estrenó en el Festival Internacional de Ciencia de Edimburgo el 11 de abril de 2015[49] y continúa su gira internacional para promover la diversidad en STEM en conferencias tecnológicas, empresas, gobierno y organizaciones educativas.

Exposiciones especiales fueron exhibidas por el Museo de Ciencias de Londres, Inglaterra y la Biblioteca Weston (parte de la Biblioteca Bodleian) en Oxford (Inglaterra).
En el episodio «Spyfall Parte 2»' de la temporada 12 de la serie Doctor Who, «la Doctor» se encuentra con la pionera en informática Ada Lovelace.

## Publicaciones
- Lovelace, Ada King. Ada, la hechicera de números: una selección de las cartas de la hija de lord Byron y su descripción de la primera computadora. Mill Valley, CA: Strawberry Press, 1992. ISBN 9780912647098.
- Menabrea, Luigi Federico; Lovelace, Ada (1843). «Boceto del motor analítico inventado por Charles Babbage ... con notas del traductor. Traducido por Ada Lovelace». En Richard Taylor (ed.). Memorias científicas. 3. Londres: Richard y John E. Taylor. pp. 666-731.

## Historia de las publicaciones
Se han localizado seis copias de la primera edición de 1843 de Sketch of the Analytical Engine con las notas de Ada Lovelace. Tres se llevan a cabo en la Universidad de Harvard, uno en la Universidad de Oklahoma y uno en la Academia de la Fuerza Aérea de los Estados Unidos. El 20 de julio de 2018, la sexta copia se vendió en una subasta a un comprador anónimo por £ 95,000. Un facsímil digital de una de las copias en la Biblioteca de la Universidad de Harvard está disponible en línea.